# Stuart Dangerfield
Stuart John Dangerfield (Willenhall, 17 de setembro de 1971) é um ex-ciclista britânico. Competiu em duas provas nos Jogos Olímpicos de 2004.